# Volleybalvereniging AMVJ (pallavolo femminile)
Il Volleybalvereniging AMVJ fu una società pallavolistica femminile neerlandese con sede ad Amstelveen.

## Palmarès
- Campionato olandese: 2

1947-48, 1994-95
- Coppa dei Paesi Bassi: 2

1984-85, 1994-95
- Supercoppa olandese: 1

1995